# Sainte-Catherine-du-Val-des-Écoliers
Der Konvent Sainte-Catherine-du-Val-des-Écoliers war ein Kloster der Écoliers du Christ im Pariser 4. Arrondissement. Es wurde Anfang des 13. Jahrhunderts gegründet und Ende des 18. Jahrhunderts abgerissen. Das Kloster stand an der Rue Saint-Antoine zwischen der Rue de Sévigné und der Rue de Turenne; an seiner Stelle befinden sich heute die Place du Marché Sainte-Catherine sowie die Rue Caron, die Rue d’Ormesson und die Rue de Jarente.

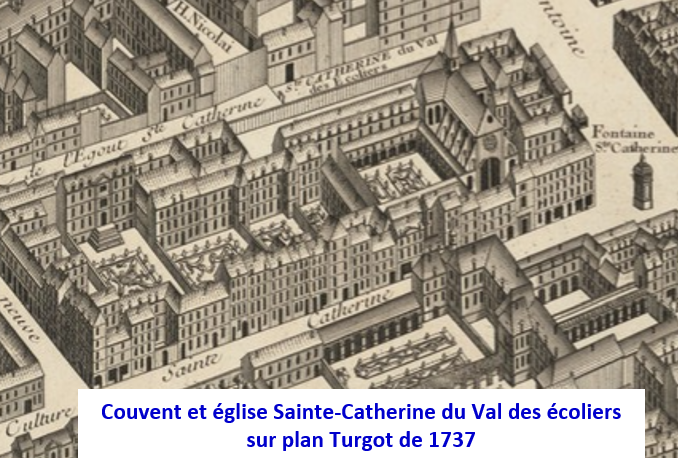
Kloster und Kirche auf einem Plan von 1737

## Gründung des Konvents
Vor der Schlacht bei Bouvines am 27. Juli 1214 legte König Philippe Auguste das Gelübde ab, dass er nach einem Sieg eine der Märtyrerin und hl. Katharina von Alexandrien geweihte Abtei errichten werde. Seine Offiziere erweiterten das Gelübde dahingehend, dass sie versprachen, für den Bau der zugehörigen Kirche zu sorgen.
Nach dem Sieg hatte der König nicht mehr genügend Zeit, seinen Schwur zu erfüllen, da er bereits ein knappes Jahr nach der Schlacht starb. Die Ausführung des Gelübdes ging somit an seine Nachfolger über, nicht seinen Sohn Ludwig VIII., der nur drei Jahre regierte, sondern dessen Sohn Ludwig den Heiligen, der auf den Rat seiner Mutter Blanka von Kastilien als Regentin Frankreichs den einige Jahre zuvor gegründeten Kanonikerorden der Écoliers du Christ, der in Paris eine Niederlassung zu gründen wollte, für das Katharinenkloster auswählte. Ludwig der Heilige wies sie der Pfarre Saint-Paul in der Nähe der alten Porte de Bauders oder Porte Baudoyer zu, die später dann, 1280, deswegen Porte du Val des Écoliers genannt wurde. Der Pariser Bürger Nicolas Gibeyn stellte auf Bitten von Jean de Milly, dem ehemaligen Schatzmeister der Tempelritter, ein drei Morgen großes Grundstück zur Verfügung, das er hier besaß. Im März 1228 stimmte Henri de Dreux, Erzbischof von Reims und Gibeyns Lehnsherrn bezüglich dieses Grundstücks, der Schenkung zu. Die Zustimmung des Bischofs von Paris Guillaume d’Auvergne erfolgte allerdings erst im Oktober 1229, nachdem der Papst ihn dazu verpflichtet hatte. Aus diesem Dokument geht hervor, dass die Écoliers zu dieser Zeit bereits mit dem Bau einer kleinen Kapelle in Erinnerung an Philipp II. und Ludwig VIII. begonnen hatten. Der Grundstein zur Kirche wurde noch im Jahr 1229 gesetzt, am 25. Juli eines nicht bekannten Jahres wurde sie dann der heiligen Katharina geweiht. Gesichert hingegen ist, dass der Katharinen-Konvent bereits im Jahr 1235 existierte, da in diesem Jahr Geistliche aus dem Konvent abgestellt wurden, um die Priorei Le Val Saint-Éloi in Chilly bei Longjumeau zu übernehmen. Entsprechend der Gründungsgeschichte des Konvents und der Kirche diente Sainte-Catherine nicht nur den Kanonikern, sondern auch den Sergeanten der königlichen Garde als Grabstätte.

## Étienne Marcel
Im Jahr 1358, während des von Étienne Marcel angeführten Aufstands der Pariser Bevölkerung, wurde Sainte-Catherine zwei Mal zentraler Schauplatz der Ereignisse. Als am 22. Februar 1358 unter den Augen des Dauphins Karl, des später in Reims gekrönten Königs Karl V. bei einem Überfall der Aufständischen auf das Palais de la Cité Robert de Clermont, Marschall der Normandie, und Jean de Conflans, Marschall der Champagne, getötet worden waren, ließ Étienne Marcel die Leichname auf einem Karren nach Sainte-Catherine bringen. Die Kanoniker baten den Dauphin um Anweisungen bezüglich der Bestattung, Karl wies sie an, die für hochstehende Persönlichkeiten üblichen Rituale zu befolgen – bis der Bischof von Paris, Jean de Meulan, darauf hinwies, dass Robert de Clermont exkommuniziert sei, woraufhin die Bestattung zwar erfolgte, aber in aller Heimlichkeit.
Nachdem Étienne Marcel am 31. Juli 1358 in der Nähe der Porte Sainte-Antoine getötet worden war, wurde sein Leichnam ebenso wie die Leichname seine 54 Begleiter vor der Kirche Sainte-Catherine zur Schau gestellt.

## Übernahme, Umzug und Abriss
Am 25. April 1629 schloss Charles Faure, Generalsuperior der Congrégation de France, einen Vertrag mit Sainte-Catherine, mit der er den Konvent in die Kongregation übernahm. Mit Patenbrief vom 23. Mai 1767 ordnete König Ludwig XV. an, dass das Kloster Sainte-Catherine in das der zuvor verbannten Jesuiten in der Rue Saint-Antoine umziehen solle. Gleichzeitig befahl er, dass nach dem erfolgten Umzug das Kloster abgerissen und durch einen Marktplatz ersetzt werden solle, zu dem der Architekt Jacques-Germain Soufflot beauftragt wurde, die Entwürfe zu liefern. Die Konventsgebäude wurden 1773/74 abgerissen, für die Kirche wurde ein separater Patentbrief vom 18. Oktober 1777 erstellt, der auch die Versteigerung der Grundstücke der Priorei veranlasste. Der Erlös sollte zum Bau der neuen Kirche Sainte-Geneviève beitrage, dem späteren Panthéon. Am 20. April 1783 erfolgte durch den Henri d’Ormesson, den Generalkontrolleur der Finanzen, die Grundsteinlegung für den Markt und die Straßen, die den Konvent ersetzen sollten: die Place du Marché Sainte-Catherine sowie die Rue Caron, die Rue d’Ormesson, die Rue Colombier, die Rue Jarente und die Rue Necker.

## Culture Sainte-Catherine
Nördlich vom Konvent befand sich die Culture Sainte-Catherine, die in den 1540er Jahren parzelliert und zur Bebauung freigegeben wurde: in den Jahren 1548 bis 1560 ließ der Präsident des Parlement de Paris auf dem ehemaligen Klostergrund einen Stadtpalast im Stil der Renaissance errichten, der der einzige noch bestehende Pariser Stadtpalast aus der Mitte des 16. Jahrhunderts ist und heute das Musée Carnavalet beherbergt.

## Prioren von Sainte-Catherine
- Guiard, 1254/67 erwähnt
- Everard de Villaines
- Gregoire le Bourguignon, 1266/71 bezeugt
- Jacques, 1292/93 bezeugt
- Laurent de Dreux, 1304 bezeugt
- Girard de Troyes
- Nicolas, 1338 bezeugt
- Dreux de Courlençon (Courtaçon), 1338 bezeugt, † 3. Dezember 1350
- Jean de Cambronne, 1351 bezeugt, † 21. Juli 1363
- Raimond de Boissy, 1353 Subprior, 1363 Prior, † 13. September 1363
- Thomas de Chatres, † 9. Oktober 1363
- Philippe de Massy, 20. Oktober 1363 Prior, † Mai 1370
- Bohard (Richard) d’Estain, 1370 Prior, trat zurück, † 1398
- Pierre Bonenfant, 1397 Prior, † um November 1417
- Jean de Bourmont, 6. Dezember 1417 Prior, † 8. Mai 1438
- Jean Maupoint, Ende Mai 1438 gewählt, † 11. November 1476
- Jean Nervet, Dezember 1476 Prior, † 10. November 1525
- Philippe Thibault, † 12. November 1565, erster Kommendatarabt von Sainte-Catherine, tritt 1535 zurück, Abt von Noirmoutier u. a.
- Toussaint de Hocedey, 1535 Prior von Sainte-Catherine, 1543–1565 Bischof von Toul, Kommendatarabt von Honnecourt, Trois-Fontaines und Gorze, Prior von Chaalis
- Antoine Minard, † 24. Juli 1565
- Jean Hamelin, gewählt 27. Juli 1565, vom König wohl nicht anerkannt
- Martin de Souspitte, Juni 1566 Prior, vom König ernannt, † September 1566
- François de Bernes, 1567 vom König ernannter Prior, † 1593
- Geoffroi Hardi, Subprior, zum Prior gewählt, 1594 wurde die Wahl annulliert, Abt von Notre-Dame de Doudeauville
- Étienne de Bologne, Abt von Livry
- Louis de Bologne, Abt von Livry, trat 1618 zurück
- Raphael de Bologne, 1618 Prior, trat 1655 zurück, 1628–1664 Bischof von Digne
- Gabriel de Boislève, 1652–1657 Bischof von Avranches, abgesetzt
- François Servien, 1654 Bischof von Bayeux, 1656 Abt von Saint-Jouin-de-Marnes, † 2. Februar 1659
- Augustin Servien, † 7. Oktober 1716, Sohn von Abel Servien, Surintendant des Finances, Bruder von Marie-Antoinette Servien, Duchesse de Sully, 1659 vom König zum Prior ernannt
- NN de Chasot, Neffe von Jacques Bénigne Bossuet, Bischof von Meaux, 30. April 1719 Prior, trat am 24. Dezember 1719 zurück und wurde Abt von Saint-Arnoult in Metz
- Jean Charles Portail, Prior Juni 1727, † 26. Mai 1739
- Armand Chrétien François Michel Nicolai, 31. August 1736 vom König zum Prior ernannt, Bischof von Verdun 1754, † 9. Dezember 1769
- Louis François Alexandre de Jarente de Senas d’Orgeval, Prior 1769, 1780 Koadjutor und 1788–1793 Bischof von Orléans, † 30. Oktober 1810